# Élections municipales de 2014 dans les Hautes-Pyrénées
Les élections municipales se sont déroulées les 23 et 30 mars 2014 dans les Hautes-Pyrénées.

## Maires sortants et maires élus
Le scrutin est marqué par une stabilité politique relative, ponctuée par quelques changements. La gauche perd Juillan et Vic-en-Bigorre, mais l’emporte à Lourdes, la seconde ville du département, et Odos. La droite se maintient à Tarbes et l’emporte à Argelès-Gazost. L’UDI conserve Bagnères-de-Bigorre.  
| Commune              | Population | Maire sortant           | Parti | Parti | Maire élu               | Parti | Parti |
| -------------------- | ---------- | ----------------------- | ----- | ----- | ----------------------- | ----- | ----- |
| Argelès-Gazost       | 3 139      | Francis Cazenavette     |       | DIV   | Dominique Roux          |       | DVD   |
| Aureilhan            | 7 941      | Yannick Boubée          |       | PS    | Yannick Boubée          |       | PS    |
| Bagnères-de-Bigorre  | 7 906      | Jean-Bernard Sempastous |       | UDI   | Jean-Bernard Sempastous |       | UDI   |
| Barbazan-Debat       | 3 453      | Jean-Christian Pédeboy  |       | PRG   | Jean-Christian Pédeboy  |       | PRG   |
| Bordères-sur-l'Échez | 4 338      | Christian Paul          |       | PRG   | Christian Paul          |       | PRG   |
| Ibos                 | 2 780      | Denis Fégné             |       | PS    | Denis Fégné             |       | PS    |
| Juillan              | 4 020      | Robert Vignes           |       | PRG   | Fabrice Sayous          |       | DIV   |
| Lannemezan           | 5 861      | Bernard Plano           |       | PS    | Bernard Plano           |       | PS    |
| Lourdes              | 14 282     | Jean-Pierre Artiganave  |       | UMP   | Josette Bourdeu         |       | PRG   |
| Maubourguet          | 2 448      | Jean Guilhas            |       | PS    | Jean Nadal              |       | PS    |
| Odos                 | 3 220      | Dominique Lidar         |       | UMP   | Jean-Michel Lehmann     |       | DVG   |
| Ossun                | 2 319      | Charles Barreat         |       | DVG   | Francis Bordenave       |       | DVG   |
| Séméac               | 4 669      | Geneviève Isson         |       | PS    | Geneviève Isson         |       | PS    |
| Soues                | 3 004      | Roger Lescoute          |       | PCF   | Roger Lescoute          |       | PCF   |
| Tarbes               | 42 888     | Gérard Trémège          |       | UMP   | Gérard Trémège          |       | UMP   |
| Vic-en-Bigorre       | 5 153      | Jean Bordères           |       | DVG   | Clément Menet           |       | UMP   |

## Résultats dans les communes de plus de1 000 habitants

### Andrest
- Maire sortant : Anne-Marie Saint-Martin (PCF)
- 15 sièges à pourvoir au conseil municipal (population légale 2011 : 1 421 habitants)
- 4 sièges à pourvoir au conseil communautaire (CC Adour Madiran)

|                | Francis Plenacoste | DVG            | 607   | 100,00 | 15 | 4 |  |  |
|                |                    |                |       |        |    |   |  |  |
| Inscrits       | Inscrits           | Inscrits       | 1 126 | 100,00 |    |   |  |  |
| Abstentions    | Abstentions        | Abstentions    | 420   | 37,30  |    |   |  |  |
| Votants        | Votants            | Votants        | 706   | 62,70  |    |   |  |  |
| Blancs et nuls | Blancs et nuls     | Blancs et nuls | 99    | 14,02  |    |   |  |  |
| Exprimés       | Exprimés           | Exprimés       | 607   | 85,98  |    |   |  |  |

### Argelès-Gazost
- Maire sortant : Francis Cazenavette (SE)
- 23 sièges à pourvoir au conseil municipal (population légale 2011 : 3 139 habitants)
- 11 sièges à pourvoir au conseil communautaire (CC Pyrénées Vallées des Gaves)

|                          | Dominique Roux       | SE             | 1 015 | 60,77  | 19 | 9 |  |  |
|                          | Francis Cazenavette* | SE             | 655   | 39,22  | 4  | 2 |  |  |
|                          |                      |                |       |        |    |   |  |  |
| Inscrits                 | Inscrits             | Inscrits       | 2 589 | 100,00 |    |   |  |  |
| Abstentions              | Abstentions          | Abstentions    | 812   | 31,36  |    |   |  |  |
| Votants                  | Votants              | Votants        | 1 777 | 68,64  |    |   |  |  |
| Blancs et nuls           | Blancs et nuls       | Blancs et nuls | 107   | 6,02   |    |   |  |  |
| Exprimés                 | Exprimés             | Exprimés       | 1 670 | 93,98  |    |   |  |  |
| * Liste du maire sortant |                      |                |       |        |    |   |  |  |

### Aureilhan
- Maire sortant : Yannick Boubée (PS)
- 29 sièges à pourvoir au conseil municipal (population légale 2011 : 7 941 habitants)
- 5 sièges à pourvoir au conseil communautaire (CA Tarbes-Lourdes-Pyrénées)

|                          | Yannick Boubée*     | PS             | 1 824 | 53,90  | 23 | 4 |  |  |
|                          | Jean-Marc Lacabanne | DVD            | 1 114 | 32,91  | 4  | 1 |  |  |
|                          | Jacques Lapalisse   | DVG            | 446   | 13,17  | 2  |   |  |  |
|                          |                     |                |       |        |    |   |  |  |
| Inscrits                 | Inscrits            | Inscrits       | 5 768 | 100,00 |    |   |  |  |
| Abstentions              | Abstentions         | Abstentions    | 2 206 | 38,25  |    |   |  |  |
| Votants                  | Votants             | Votants        | 3 562 | 61,75  |    |   |  |  |
| Blancs et nuls           | Blancs et nuls      | Blancs et nuls | 178   | 5,00   |    |   |  |  |
| Exprimés                 | Exprimés            | Exprimés       | 3 384 | 95,00  |    |   |  |  |
| * Liste du maire sortant |                     |                |       |        |    |   |  |  |

### Azereix
- Maire sortant : Michel Ricaud
- 15 sièges à pourvoir au conseil municipal (population légale 2011 : 1 017 habitants)
- 2 sièges à pourvoir au conseil communautaire (CA Tarbes-Lourdes-Pyrénées)

|                          | Michel Ricaud* | SE             | 410 | 100,00 | 15 | 2 |  |  |
|                          |                |                |     |        |    |   |  |  |
| Inscrits                 | Inscrits       | Inscrits       | 821 | 100,00 |    |   |  |  |
| Abstentions              | Abstentions    | Abstentions    | 258 | 31,43  |    |   |  |  |
| Votants                  | Votants        | Votants        | 563 | 68,57  |    |   |  |  |
| Blancs et nuls           | Blancs et nuls | Blancs et nuls | 153 | 27,18  |    |   |  |  |
| Exprimés                 | Exprimés       | Exprimés       | 410 | 72,82  |    |   |  |  |
| * Liste du maire sortant |                |                |     |        |    |   |  |  |

### Bagnères-de-Bigorre
- Maire sortant : Jean-Bernard Sempastous (SE)
- 29 sièges à pourvoir au conseil municipal (population légale 2011 : 7 906 habitants)
- 17 sièges à pourvoir au conseil communautaire (CC de la Haute-Bigorre)

|                          | Jean-Bernard Sempastous* | SE             | 2 158 | 57,60  | 23 | 14 |  |  |
|                          | Isabelle Vaquié          | PS             | 583   | 15,56  | 2  | 1  |  |  |
|                          | Stéphane Toujas          | FG             | 513   | 13,69  | 2  | 1  |  |  |
|                          | Alain Pujo               | DVG            | 492   | 13,13  | 2  | 1  |  |  |
|                          |                          |                |       |        |    |    |  |  |
| Inscrits                 | Inscrits                 | Inscrits       | 6 003 | 100,00 |    |    |  |  |
| Abstentions              | Abstentions              | Abstentions    | 2 106 | 35,08  |    |    |  |  |
| Votants                  | Votants                  | Votants        | 3 897 | 64,92  |    |    |  |  |
| Blancs et nuls           | Blancs et nuls           | Blancs et nuls | 151   | 3,87   |    |    |  |  |
| Exprimés                 | Exprimés                 | Exprimés       | 3 746 | 96,13  |    |    |  |  |
| * Liste du maire sortant |                          |                |       |        |    |    |  |  |

### Barbazan-Debat
- Maire sortant : Jean-Christian Pédeboy (PRG)
- 23 sièges à pourvoir au conseil municipal (population légale 2011 : 3 453 habitants)
- 2 sièges à pourvoir au conseil communautaire (CA Tarbes-Lourdes-Pyrénées)

|                          | Jean-Christian Pédeboy* | DVG            | 1 200 | 68,76  | 20 | 2 |  |  |
|                          | Jean-Pierre Boisson     | SE             | 545   | 31,23  | 3  |   |  |  |
|                          |                         |                |       |        |    |   |  |  |
| Inscrits                 | Inscrits                | Inscrits       | 2 530 | 100,00 |    |   |  |  |
| Abstentions              | Abstentions             | Abstentions    | 689   | 27,23  |    |   |  |  |
| Votants                  | Votants                 | Votants        | 1 841 | 72,77  |    |   |  |  |
| Blancs et nuls           | Blancs et nuls          | Blancs et nuls | 96    | 5,21   |    |   |  |  |
| Exprimés                 | Exprimés                | Exprimés       | 1 745 | 94,79  |    |   |  |  |
| * Liste du maire sortant |                         |                |       |        |    |   |  |  |

### Bazet
- Maire sortant : Jean Buron (PCF)
- 19 sièges à pourvoir au conseil municipal (population légale 2011 : 1 664 habitants)
- 5 sièges à pourvoir au conseil communautaire (CA Tarbes-Lourdes-Pyrénées)

|                          | Jean Buron*    | DVG            | 834   | 100,00 | 19 | 5 |  |  |
|                          |                |                |       |        |    |   |  |  |
| Inscrits                 | Inscrits       | Inscrits       | 1 369 | 100,00 |    |   |  |  |
| Abstentions              | Abstentions    | Abstentions    | 430   | 31,41  |    |   |  |  |
| Votants                  | Votants        | Votants        | 939   | 68,59  |    |   |  |  |
| Blancs et nuls           | Blancs et nuls | Blancs et nuls | 105   | 11,18  |    |   |  |  |
| Exprimés                 | Exprimés       | Exprimés       | 834   | 88,82  |    |   |  |  |
| * Liste du maire sortant |                |                |       |        |    |   |  |  |

### Bordères-sur-l'Échez
- Maire sortant : Christian Paul (DVD)
- 27 sièges à pourvoir au conseil municipal (population légale 2011 : 4 338 habitants)
- 3 sièges à pourvoir au conseil communautaire (CA Tarbes-Lourdes-Pyrénées)

|                          | Christian Paul*        | DVG            | 1 391 | 61,22  | 22 | 2 |  |  |
|                          | Jean-Bernard Gaillanou | PS             | 881   | 38,77  | 5  | 1 |  |  |
|                          |                        |                |       |        |    |   |  |  |
| Inscrits                 | Inscrits               | Inscrits       | 3 416 | 100,00 |    |   |  |  |
| Abstentions              | Abstentions            | Abstentions    | 942   | 27,58  |    |   |  |  |
| Votants                  | Votants                | Votants        | 2 474 | 72,42  |    |   |  |  |
| Blancs et nuls           | Blancs et nuls         | Blancs et nuls | 202   | 8,16   |    |   |  |  |
| Exprimés                 | Exprimés               | Exprimés       | 2 272 | 91,84  |    |   |  |  |
| * Liste du maire sortant |                        |                |       |        |    |   |  |  |

### Campan
- Maire sortant : Gérard Ara (SE)
- 15 sièges à pourvoir au conseil municipal (population légale 2011 : 1 418 habitants)
- 4 sièges à pourvoir au conseil communautaire (CC de la Haute-Bigorre)

|                          | Gérard Ara*       | SE             | 525   | 53,29  | 12 | 3 |  |  |
|                          | Pierre Brau-nogué | SE             | 460   | 46,70  | 3  | 1 |  |  |
|                          |                   |                |       |        |    |   |  |  |
| Inscrits                 | Inscrits          | Inscrits       | 1 414 | 100,00 |    |   |  |  |
| Abstentions              | Abstentions       | Abstentions    | 354   | 25,04  |    |   |  |  |
| Votants                  | Votants           | Votants        | 1 060 | 74,96  |    |   |  |  |
| Blancs et nuls           | Blancs et nuls    | Blancs et nuls | 75    | 7,08   |    |   |  |  |
| Exprimés                 | Exprimés          | Exprimés       | 985   | 92,92  |    |   |  |  |
| * Liste du maire sortant |                   |                |       |        |    |   |  |  |

### Capvern
- Maire sortant : André Laran (PCF)
- 15 sièges à pourvoir au conseil municipal (population légale 2011 : 1 281 habitants)
- 8 sièges à pourvoir au conseil communautaire (CC du Plateau de Lannemezan)

|                | Gilbert Dastugue     | PCF            | 405   | 50,06  | 12 | 6 |  |  |
|                | Jean-Bernard Colomès | PS-EELV        | 404   | 49,93  | 3  | 2 |  |  |
|                |                      |                |       |        |    |   |  |  |
| Inscrits       | Inscrits             | Inscrits       | 1 039 | 100,00 |    |   |  |  |
| Abstentions    | Abstentions          | Abstentions    | 193   | 18,58  |    |   |  |  |
| Votants        | Votants              | Votants        | 846   | 81,42  |    |   |  |  |
| Blancs et nuls | Blancs et nuls       | Blancs et nuls | 37    | 4,37   |    |   |  |  |
| Exprimés       | Exprimés             | Exprimés       | 809   | 95,63  |    |   |  |  |

### Cauterets
- Maire sortant : Michel Aubry (SE)
- 15 sièges à pourvoir au conseil municipal (population légale 2011 : 1 133 habitants)
- 4 sièges à pourvoir au conseil communautaire (CC Pyrénées Vallées des Gaves)

|                          | Michel Aubry*        | SE             | 414 | 53,55  | 12 | 3 |  |  |
|                          | Jean-Pierre Florence | SE             | 359 | 46,44  | 3  | 1 |  |  |
|                          |                      |                |     |        |    |   |  |  |
| Inscrits                 | Inscrits             | Inscrits       | 981 | 100,00 |    |   |  |  |
| Abstentions              | Abstentions          | Abstentions    | 171 | 17,43  |    |   |  |  |
| Votants                  | Votants              | Votants        | 810 | 82,57  |    |   |  |  |
| Blancs et nuls           | Blancs et nuls       | Blancs et nuls | 37  | 4,57   |    |   |  |  |
| Exprimés                 | Exprimés             | Exprimés       | 773 | 95,43  |    |   |  |  |
| * Liste du maire sortant |                      |                |     |        |    |   |  |  |

### Gerde
- Maire sortant : Monique Hournarette (SE)
- 15 sièges à pourvoir au conseil municipal (population légale 2011 : 1 185 habitants)
- 3 sièges à pourvoir au conseil communautaire (CC de la Haute-Bigorre)

|                | Marc Decker    | SE             | 364 | 52,29  | 12 | 2 |  |  |
|                | Michel Wachter | SE             | 332 | 47,70  | 3  | 1 |  |  |
|                |                |                |     |        |    |   |  |  |
| Inscrits       | Inscrits       | Inscrits       | 958 | 100,00 |    |   |  |  |
| Abstentions    | Abstentions    | Abstentions    | 227 | 23,70  |    |   |  |  |
| Votants        | Votants        | Votants        | 731 | 76,30  |    |   |  |  |
| Blancs et nuls | Blancs et nuls | Blancs et nuls | 35  | 4,79   |    |   |  |  |
| Exprimés       | Exprimés       | Exprimés       | 696 | 95,21  |    |   |  |  |

### Horgues
- Maire sortant : Jean-Michel Ségneré (UMP)
- 15 sièges à pourvoir au conseil municipal (population légale 2011 : 1 093 habitants)
- 5 sièges à pourvoir au conseil communautaire (CA Tarbes-Lourdes-Pyrénées)

|                          | Jean-Michel Ségneré* | SE             | 609   | 100,00 | 15 | 5 |  |  |
|                          |                      |                |       |        |    |   |  |  |
| Inscrits                 | Inscrits             | Inscrits       | 1 024 | 100,00 |    |   |  |  |
| Abstentions              | Abstentions          | Abstentions    | 337   | 32,91  |    |   |  |  |
| Votants                  | Votants              | Votants        | 687   | 67,09  |    |   |  |  |
| Blancs et nuls           | Blancs et nuls       | Blancs et nuls | 78    | 11,35  |    |   |  |  |
| Exprimés                 | Exprimés             | Exprimés       | 609   | 88,65  |    |   |  |  |
| * Liste du maire sortant |                      |                |       |        |    |   |  |  |

### Ibos
- Maire sortant : Denis Fégné (PS)
- 23 sièges à pourvoir au conseil municipal (population légale 2011 : 2 780 habitants)
- 2 sièges à pourvoir au conseil communautaire (CA Tarbes-Lourdes-Pyrénées)

|                          | Denis Fégné*   | PS-PCF-EELV    | 1 047 | 100,00 | 23 | 2 |  |  |
|                          |                |                |       |        |    |   |  |  |
| Inscrits                 | Inscrits       | Inscrits       | 2 017 | 100,00 |    |   |  |  |
| Abstentions              | Abstentions    | Abstentions    | 701   | 34,75  |    |   |  |  |
| Votants                  | Votants        | Votants        | 1 316 | 65,25  |    |   |  |  |
| Blancs et nuls           | Blancs et nuls | Blancs et nuls | 269   | 20,44  |    |   |  |  |
| Exprimés                 | Exprimés       | Exprimés       | 1 047 | 79,56  |    |   |  |  |
| * Liste du maire sortant |                |                |       |        |    |   |  |  |

### Juillan
- Maire sortant : Robert Vignes
- 27 sièges à pourvoir au conseil municipal (population légale 2011 : 4 020 habitants)
- 5 sièges à pourvoir au conseil communautaire (CA Tarbes-Lourdes-Pyrénées)

|                | Fabrice Sayous      | SE             | 1 175 | 53,04  | 21 | 4 |  |  |
|                | Christophe Rébeillé | DVG            | 779   | 35,16  | 5  | 1 |  |  |
|                | Patrick Picard      | DVD            | 261   | 11,78  | 1  |   |  |  |
|                |                     |                |       |        |    |   |  |  |
| Inscrits       | Inscrits            | Inscrits       | 3 176 | 100,00 |    |   |  |  |
| Abstentions    | Abstentions         | Abstentions    | 872   | 27,46  |    |   |  |  |
| Votants        | Votants             | Votants        | 2 304 | 72,54  |    |   |  |  |
| Blancs et nuls | Blancs et nuls      | Blancs et nuls | 89    | 3,86   |    |   |  |  |
| Exprimés       | Exprimés            | Exprimés       | 2 215 | 96,14  |    |   |  |  |

### La Barthe-de-Neste
- Maire sortant : Maurice Loudet (PS)
- 15 sièges à pourvoir au conseil municipal (population légale 2011 : 1 176 habitants)
- 7 sièges à pourvoir au conseil communautaire (CC du Plateau de Lannemezan)

|                          | Maurice Loudet* | SE             | 526   | 76,12  | 14 | 7 |  |  |
|                          | Jean Adoue      | SE             | 165   | 23,87  | 1  |   |  |  |
|                          |                 |                |       |        |    |   |  |  |
| Inscrits                 | Inscrits        | Inscrits       | 1 002 | 100,00 |    |   |  |  |
| Abstentions              | Abstentions     | Abstentions    | 273   | 27,25  |    |   |  |  |
| Votants                  | Votants         | Votants        | 729   | 72,75  |    |   |  |  |
| Blancs et nuls           | Blancs et nuls  | Blancs et nuls | 38    | 5,21   |    |   |  |  |
| Exprimés                 | Exprimés        | Exprimés       | 691   | 94,79  |    |   |  |  |
| * Liste du maire sortant |                 |                |       |        |    |   |  |  |

### Laloubère
- Maire sortant : Patrick Vignes
- 19 sièges à pourvoir au conseil municipal (population légale 2011 : 1 943 habitants)
- 2 sièges à pourvoir au conseil communautaire (CA Tarbes-Lourdes-Pyrénées)

|                          | Patrick Vignes* | SE             | 748   | 100,00 | 19 | 2 |  |  |
|                          |                 |                |       |        |    |   |  |  |
| Inscrits                 | Inscrits        | Inscrits       | 1 424 | 100,00 |    |   |  |  |
| Abstentions              | Abstentions     | Abstentions    | 514   | 36,10  |    |   |  |  |
| Votants                  | Votants         | Votants        | 910   | 63,90  |    |   |  |  |
| Blancs et nuls           | Blancs et nuls  | Blancs et nuls | 162   | 17,80  |    |   |  |  |
| Exprimés                 | Exprimés        | Exprimés       | 748   | 82,20  |    |   |  |  |
| * Liste du maire sortant |                 |                |       |        |    |   |  |  |

### Lannemezan
- Maire sortant : Bernard Plano (PS)
- 29 sièges à pourvoir au conseil municipal (population légale 2011 : 5 861 habitants)
- 23 sièges à pourvoir au conseil communautaire (CC du Plateau de Lannemezan)

|                          | Bernard Plano* | PS             | 1 675 | 65,32  | 24 | 19 |  |  |
|                          | Laurent Lages  | SE             | 889   | 34,67  | 5  | 4  |  |  |
|                          |                |                |       |        |    |    |  |  |
| Inscrits                 | Inscrits       | Inscrits       | 3 818 | 100,00 |    |    |  |  |
| Abstentions              | Abstentions    | Abstentions    | 1 140 | 29,86  |    |    |  |  |
| Votants                  | Votants        | Votants        | 2 678 | 70,14  |    |    |  |  |
| Blancs et nuls           | Blancs et nuls | Blancs et nuls | 114   | 4,26   |    |    |  |  |
| Exprimés                 | Exprimés       | Exprimés       | 2 564 | 95,74  |    |    |  |  |
| * Liste du maire sortant |                |                |       |        |    |    |  |  |

### Lourdes
- Maire sortant : Jean-Pierre Artiganave (UMP)
- 33 sièges à pourvoir au conseil municipal (population légale 2011 : 14 282 habitants)
- 24 sièges à pourvoir au conseil communautaire (CA Tarbes-Lourdes-Pyrénées)

| Tête de liste            | Tête de liste           | Liste          | Premier tour | Premier tour | Second tour | Second tour | Sièges | Sièges |
| Tête de liste            | Tête de liste           | Liste          | Voix         | %            | Voix        | %           | CM     | CC     |
| ------------------------ | ----------------------- | -------------- | ------------ | ------------ | ----------- | ----------- | ------ | ------ |
|                          | Josette Bourdeu         | DVG            | 2 980        | 41,60        | 3 754       | 49,11       | 25     | 18     |
|                          | Jean-Pierre Artiganave* | UMP-UDI        | 2 743        | 38,29        | 3 249       | 42,50       | 7      | 5      |
|                          | Claude Heintz           | FN             | 900          | 12,56        | 640         | 8,37        | 1      | 1      |
|                          | Jean-Pierre Auguet      | SE             | 539          | 7,52         |             |             |        |        |
|                          |                         |                |              |              |             |             |        |        |
| Inscrits                 | Inscrits                | Inscrits       | 11 277       | 100,00       | 11 277      | 100,00      |        |        |
| Abstentions              | Abstentions             | Abstentions    | 3 810        | 33,79        | 3 405       | 30,19       |        |        |
| Votants                  | Votants                 | Votants        | 7 467        | 66,21        | 7 872       | 69,81       |        |        |
| Blancs et nuls           | Blancs et nuls          | Blancs et nuls | 305          | 4,08         | 229         | 2,91        |        |        |
| Exprimés                 | Exprimés                | Exprimés       | 7 162        | 95,92        | 7 643       | 97,09       |        |        |
| * Liste du maire sortant |                         |                |              |              |             |             |        |        |

### Maubourguet
- Maire sortant : Jean Guilhas
- 19 sièges à pourvoir au conseil municipal (population légale 2011 : 2 448 habitants)
- 11 sièges à pourvoir au conseil communautaire (CC Adour Madiran)

|                | Jean Nadal     | SE             | 836   | 100,00 | 19 | 11 |  |  |
|                |                |                |       |        |    |    |  |  |
| Inscrits       | Inscrits       | Inscrits       | 1 826 | 100,00 |    |    |  |  |
| Abstentions    | Abstentions    | Abstentions    | 636   | 34,83  |    |    |  |  |
| Votants        | Votants        | Votants        | 1 190 | 65,17  |    |    |  |  |
| Blancs et nuls | Blancs et nuls | Blancs et nuls | 354   | 29,75  |    |    |  |  |
| Exprimés       | Exprimés       | Exprimés       | 836   | 70,25  |    |    |  |  |

### Odos
- Maire sortant : Dominique Lidar
- 23 sièges à pourvoir au conseil municipal (population légale 2011 : 3 220 habitants)
- 2 sièges à pourvoir au conseil communautaire (CA Tarbes-Lourdes-Pyrénées)

| Tête de liste            | Tête de liste       | Liste          | Premier tour | Premier tour | Second tour | Second tour | Sièges | Sièges |
| Tête de liste            | Tête de liste       | Liste          | Voix         | %            | Voix        | %           | CM     | CC     |
| ------------------------ | ------------------- | -------------- | ------------ | ------------ | ----------- | ----------- | ------ | ------ |
|                          | Dominique Lidar*    | SE             | 668          | 37,42        | 856         | 46,82       | 5      |        |
|                          | Jean-Michel Lehmann | DVG            | 647          | 36,24        | 972         | 53,17       | 18     | 2      |
|                          | Thierry Robert      | SE             | 470          | 26,33        |             |             |        |        |
|                          |                     |                |              |              |             |             |        |        |
| Inscrits                 | Inscrits            | Inscrits       | 2 717        | 100,00       | 2 717       | 100,00      |        |        |
| Abstentions              | Abstentions         | Abstentions    | 836          | 30,77        | 785         | 28,89       |        |        |
| Votants                  | Votants             | Votants        | 1 881        | 69,23        | 1 932       | 71,11       |        |        |
| Blancs et nuls           | Blancs et nuls      | Blancs et nuls | 96           | 5,10         | 104         | 5,38        |        |        |
| Exprimés                 | Exprimés            | Exprimés       | 1 785        | 94,90        | 1 828       | 94,62       |        |        |
| * Liste du maire sortant |                     |                |              |              |             |             |        |        |

### Orleix
- Maire sortant : Charles Habas
- 19 sièges à pourvoir au conseil municipal (population légale 2011 : 1 904 habitants)
- 1 sièges à pourvoir au conseil communautaire (CA Tarbes-Lourdes-Pyrénées)

|                          | Charles Habas* | DVG            | 651   | 63,94  | 16 | 1 |  |  |
|                          | Pascal Gibaud  | DVG            | 367   | 36,05  | 3  |   |  |  |
|                          |                |                |       |        |    |   |  |  |
| Inscrits                 | Inscrits       | Inscrits       | 1 556 | 100,00 |    |   |  |  |
| Abstentions              | Abstentions    | Abstentions    | 454   | 29,18  |    |   |  |  |
| Votants                  | Votants        | Votants        | 1 102 | 70,82  |    |   |  |  |
| Blancs et nuls           | Blancs et nuls | Blancs et nuls | 84    | 7,62   |    |   |  |  |
| Exprimés                 | Exprimés       | Exprimés       | 1 018 | 92,38  |    |   |  |  |
| * Liste du maire sortant |                |                |       |        |    |   |  |  |

### Ossun
- Maire sortant : Charles Barreat
- 19 sièges à pourvoir au conseil municipal (population légale 2011 : 2 319 habitants)
- 3 sièges à pourvoir au conseil communautaire (CA Tarbes-Lourdes-Pyrénées)

|                | Francis Bordenave | DVG            | 821   | 64,39  | 16 | 2 |  |  |
|                | Sylvie Estanol    | SE             | 454   | 35,60  | 3  | 1 |  |  |
|                |                   |                |       |        |    |   |  |  |
| Inscrits       | Inscrits          | Inscrits       | 1 814 | 100,00 |    |   |  |  |
| Abstentions    | Abstentions       | Abstentions    | 477   | 26,30  |    |   |  |  |
| Votants        | Votants           | Votants        | 1 337 | 73,70  |    |   |  |  |
| Blancs et nuls | Blancs et nuls    | Blancs et nuls | 62    | 4,64   |    |   |  |  |
| Exprimés       | Exprimés          | Exprimés       | 1 275 | 95,36  |    |   |  |  |

### Oursbelille
- Maire sortant : Henri Fatta
- 15 sièges à pourvoir au conseil municipal (population légale 2011 : 1 220 habitants)
- 4 sièges à pourvoir au conseil communautaire (CA Tarbes-Lourdes-Pyrénées)

|                          | Henri Fatta*   | SE             | 523   | 66,87  | 13 | 4 |  |  |
|                          | Jacques Dutrey | SE             | 259   | 33,12  | 2  |   |  |  |
|                          |                |                |       |        |    |   |  |  |
| Inscrits                 | Inscrits       | Inscrits       | 1 049 | 100,00 |    |   |  |  |
| Abstentions              | Abstentions    | Abstentions    | 232   | 22,12  |    |   |  |  |
| Votants                  | Votants        | Votants        | 817   | 77,88  |    |   |  |  |
| Blancs et nuls           | Blancs et nuls | Blancs et nuls | 35    | 4,28   |    |   |  |  |
| Exprimés                 | Exprimés       | Exprimés       | 782   | 95,72  |    |   |  |  |
| * Liste du maire sortant |                |                |       |        |    |   |  |  |

### Pierrefitte-Nestalas
- Maire sortant : Noël Pereira-Da Cunha
- 15 sièges à pourvoir au conseil municipal (population légale 2011 : 1 237 habitants)
- 4 sièges à pourvoir au conseil communautaire (CC Pyrénées Vallées des Gaves)

|                          | Noël Pereira Da Cunha* | DVG            | 502 | 100,00 | 15 | 4 |  |  |
|                          |                        |                |     |        |    |   |  |  |
| Inscrits                 | Inscrits               | Inscrits       | 996 | 100,00 |    |   |  |  |
| Abstentions              | Abstentions            | Abstentions    | 371 | 37,25  |    |   |  |  |
| Votants                  | Votants                | Votants        | 625 | 62,75  |    |   |  |  |
| Blancs et nuls           | Blancs et nuls         | Blancs et nuls | 123 | 19,68  |    |   |  |  |
| Exprimés                 | Exprimés               | Exprimés       | 502 | 80,32  |    |   |  |  |
| * Liste du maire sortant |                        |                |     |        |    |   |  |  |

### Pouzac
- Maire sortant : Marcel Prieu
- 15 sièges à pourvoir au conseil municipal (population légale 2011 : 1 113 habitants)
- 3 sièges à pourvoir au conseil communautaire (CC de la Haute-Bigorre)

|                | Jean-Luc Mascaras | SE             | 381 | 51,27  | 12 | 2 |  |  |
|                | Alain Verdoux     | SE             | 362 | 48,72  | 3  | 1 |  |  |
|                |                   |                |     |        |    |   |  |  |
| Inscrits       | Inscrits          | Inscrits       | 993 | 100,00 |    |   |  |  |
| Abstentions    | Abstentions       | Abstentions    | 225 | 22,66  |    |   |  |  |
| Votants        | Votants           | Votants        | 768 | 77,34  |    |   |  |  |
| Blancs et nuls | Blancs et nuls    | Blancs et nuls | 25  | 3,26   |    |   |  |  |
| Exprimés       | Exprimés          | Exprimés       | 743 | 96,74  |    |   |  |  |

### Rabastens-de-Bigorre
- Maire sortant : Alain Guillouet
- 15 sièges à pourvoir au conseil municipal (population légale 2011 : 1 452 habitants)
- 5 sièges à pourvoir au conseil communautaire (CC Adour Madiran)

|                          | Alain Guillouet* | SE             | 470   | 100,00 | 15 | 5 |  |  |
|                          |                  |                |       |        |    |   |  |  |
| Inscrits                 | Inscrits         | Inscrits       | 1 023 | 100,00 |    |   |  |  |
| Abstentions              | Abstentions      | Abstentions    | 381   | 37,24  |    |   |  |  |
| Votants                  | Votants          | Votants        | 642   | 62,76  |    |   |  |  |
| Blancs et nuls           | Blancs et nuls   | Blancs et nuls | 172   | 26,79  |    |   |  |  |
| Exprimés                 | Exprimés         | Exprimés       | 470   | 73,21  |    |   |  |  |
| * Liste du maire sortant |                  |                |       |        |    |   |  |  |

### Saint-Pé-de-Bigorre
- Maire sortant : Jean-Claude Beaucoueste
- 15 sièges à pourvoir au conseil municipal (population légale 2011 : 1 251 habitants)
- 5 sièges à pourvoir au conseil communautaire (CA Tarbes-Lourdes-Pyrénées)

|                          | Jean-Claude Beaucoueste* | SE             | 480 | 100,00 | 15 | 5 |  |  |
|                          |                          |                |     |        |    |   |  |  |
| Inscrits                 | Inscrits                 | Inscrits       | 949 | 100,00 |    |   |  |  |
| Abstentions              | Abstentions              | Abstentions    | 296 | 31,19  |    |   |  |  |
| Votants                  | Votants                  | Votants        | 653 | 68,81  |    |   |  |  |
| Blancs et nuls           | Blancs et nuls           | Blancs et nuls | 173 | 26,49  |    |   |  |  |
| Exprimés                 | Exprimés                 | Exprimés       | 480 | 73,51  |    |   |  |  |
| * Liste du maire sortant |                          |                |     |        |    |   |  |  |

### Séméac
- Maire sortant : Geneviève Isson (PS)
- 27 sièges à pourvoir au conseil municipal (population légale 2011 : 4 669 habitants)
- 3 sièges à pourvoir au conseil communautaire (CA Tarbes-Lourdes-Pyrénées)

|                          | Geneviève Isson* | PS-PCF-EELV    | 1 544 | 69,61  | 23 | 3 |  |  |
|                          | Patrick Butor    | UDI-MoDem      | 674   | 30,38  | 4  |   |  |  |
|                          |                  |                |       |        |    |   |  |  |
| Inscrits                 | Inscrits         | Inscrits       | 3 662 | 100,00 |    |   |  |  |
| Abstentions              | Abstentions      | Abstentions    | 1 273 | 34,76  |    |   |  |  |
| Votants                  | Votants          | Votants        | 2 389 | 65,24  |    |   |  |  |
| Blancs et nuls           | Blancs et nuls   | Blancs et nuls | 171   | 7,16   |    |   |  |  |
| Exprimés                 | Exprimés         | Exprimés       | 2 218 | 92,84  |    |   |  |  |
| * Liste du maire sortant |                  |                |       |        |    |   |  |  |

### Soues
- Maire sortant : Roger Lescoute
- 23 sièges à pourvoir au conseil municipal (population légale 2011 : 3 004 habitants)
- 2 sièges à pourvoir au conseil communautaire (CA Tarbes-Lourdes-Pyrénées)

|                          | Roger Lescoute* | PCF-PS-EELV    | 1 182 | 100,00 | 23 | 2 |  |  |
|                          |                 |                |       |        |    |   |  |  |
| Inscrits                 | Inscrits        | Inscrits       | 2 189 | 100,00 |    |   |  |  |
| Abstentions              | Abstentions     | Abstentions    | 816   | 37,28  |    |   |  |  |
| Votants                  | Votants         | Votants        | 1 373 | 62,72  |    |   |  |  |
| Blancs et nuls           | Blancs et nuls  | Blancs et nuls | 191   | 13,91  |    |   |  |  |
| Exprimés                 | Exprimés        | Exprimés       | 1 182 | 86,09  |    |   |  |  |
| * Liste du maire sortant |                 |                |       |        |    |   |  |  |

### Tarbes
- Maire sortant : Gérard Trémège (UMP)
- 43 sièges à pourvoir au conseil municipal (population légale 2011 : 42 888 habitants)
- 24 sièges à pourvoir au conseil communautaire (CA Tarbes-Lourdes-Pyrénées)

|                          | Gérard Trémège*      | UMP-UDI        | 7 952  | 52,95  | 34 | 19 |  |  |
|                          | Michèle Pham-baranne | DVG            | 2 795  | 18,61  | 4  | 2  |  |  |
|                          | Marie-Pierre Vieu    | FG             | 2 177  | 14,49  | 3  | 2  |  |  |
|                          | Pierre Lagonelle     | MoDem          | 1 699  | 11,31  | 2  | 1  |  |  |
|                          | François Meunier     | LO             | 393    | 2,61   |    |    |  |  |
|                          |                      |                |        |        |    |    |  |  |
| Inscrits                 | Inscrits             | Inscrits       | 28 141 | 100,00 |    |    |  |  |
| Abstentions              | Abstentions          | Abstentions    | 12 608 | 44,80  |    |    |  |  |
| Votants                  | Votants              | Votants        | 15 533 | 55,20  |    |    |  |  |
| Blancs et nuls           | Blancs et nuls       | Blancs et nuls | 517    | 3,33   |    |    |  |  |
| Exprimés                 | Exprimés             | Exprimés       | 15 016 | 96,67  |    |    |  |  |
| * Liste du maire sortant |                      |                |        |        |    |    |  |  |

### Tournay
- Maire sortant : Josette Fourcade
- 15 sièges à pourvoir au conseil municipal (population légale 2011 : 1 323 habitants)
- 4 sièges à pourvoir au conseil communautaire (CC des Coteaux du Val d'Arros)

|                | Camille Denagiscarde | SE             | 471   | 59,54  | 12 | 3 |  |  |
|                | Nicolas Datas-tapie  | SE             | 320   | 40,45  | 3  | 1 |  |  |
|                |                      |                |       |        |    |   |  |  |
| Inscrits       | Inscrits             | Inscrits       | 1 029 | 100,00 |    |   |  |  |
| Abstentions    | Abstentions          | Abstentions    | 217   | 21,09  |    |   |  |  |
| Votants        | Votants              | Votants        | 812   | 78,91  |    |   |  |  |
| Blancs et nuls | Blancs et nuls       | Blancs et nuls | 21    | 2,59   |    |   |  |  |
| Exprimés       | Exprimés             | Exprimés       | 791   | 97,41  |    |   |  |  |

### Trie-sur-Baïse
- Maire sortant : Maryse Maumus
- 15 sièges à pourvoir au conseil municipal (population légale 2011 : 1 063 habitants)
- 5 sièges à pourvoir au conseil communautaire (CC du Pays de Trie et du Magnoac)

| Tête de liste            | Tête de liste       | Liste          | Premier tour | Premier tour | Second tour | Second tour | Sièges | Sièges |
| Tête de liste            | Tête de liste       | Liste          | Voix         | %            | Voix        | %           | CM     | CC     |
| ------------------------ | ------------------- | -------------- | ------------ | ------------ | ----------- | ----------- | ------ | ------ |
|                          | Maryse Maumus*      | SE             | 219          | 37,50        | 245         | 38,58       | 3      | 1      |
|                          | Jean-Pierre Grasset | DVG            | 217          | 37,15        | 247         | 38,89       | 11     | 4      |
|                          | Serge Gaye          | SE             | 148          | 25,34        | 143         | 22,51       | 1      |        |
|                          |                     |                |              |              |             |             |        |        |
| Inscrits                 | Inscrits            | Inscrits       | 760          | 100,00       | 760         | 100,00      |        |        |
| Abstentions              | Abstentions         | Abstentions    | 144          | 18,95        | 112         | 14,74       |        |        |
| Votants                  | Votants             | Votants        | 616          | 81,05        | 648         | 85,26       |        |        |
| Blancs et nuls           | Blancs et nuls      | Blancs et nuls | 32           | 5,19         | 13          | 2,01        |        |        |
| Exprimés                 | Exprimés            | Exprimés       | 584          | 94,81        | 635         | 97,99       |        |        |
| * Liste du maire sortant |                     |                |              |              |             |             |        |        |

### Vic-en-Bigorre
- Maire sortant : Jean Bordères (DVG)
- 29 sièges à pourvoir au conseil municipal (population légale 2011 : 5 153 habitants)
- 12 sièges à pourvoir au conseil communautaire (CC Adour Madiran)

| Tête de liste            | Tête de liste  | Liste          | Premier tour | Premier tour | Second tour | Second tour | Sièges | Sièges |
| Tête de liste            | Tête de liste  | Liste          | Voix         | %            | Voix        | %           | CM     | CC     |
| ------------------------ | -------------- | -------------- | ------------ | ------------ | ----------- | ----------- | ------ | ------ |
|                          | Jean Bordères* | DVG            | 1 234        | 48,29        | 1 262       | 46,05       | 6      | 3      |
|                          | Clément Menet  | SE             | 1 163        | 45,51        | 1 478       | 53,94       | 23     | 9      |
|                          | Éric Barbé     | SE             | 158          | 6,18         |             |             |        |        |
|                          |                |                |              |              |             |             |        |        |
| Inscrits                 | Inscrits       | Inscrits       | 3 793        | 100,00       | 3 793       | 100,00      |        |        |
| Abstentions              | Abstentions    | Abstentions    | 1 161        | 30,61        | 995         | 26,23       |        |        |
| Votants                  | Votants        | Votants        | 2 632        | 69,39        | 2 798       | 73,77       |        |        |
| Blancs et nuls           | Blancs et nuls | Blancs et nuls | 77           | 2,93         | 58          | 2,07        |        |        |
| Exprimés                 | Exprimés       | Exprimés       | 2 555        | 97,07        | 2 740       | 97,93       |        |        |
| * Liste du maire sortant |                |                |              |              |             |             |        |        |